# Svenja Huber
Pour les articles homonymes, voir Huber.
Svenja Huber, née le 23 octobre 1985 à Mannheim, est une handballeuse internationale allemande. Elle évolue au poste d'ailière droite.

## Palmarès

### En club
- championne d'Allemagne en 2014, 2015 et 2016 (avec Thüringer HC)